# Liste der österreichischen Gesandten in der Toskana
Liste der österreichischen Gesandten im Großherzogtum Toskana.

## Gesandte
- 1722–1726: Francesco Lisoni, Geschäftsträger
- 1726–1735: Girolamo Caimo
- 1735–1743: Francesco Lisoni, Geschäftsträger
- 1743–1758: vakant
- 1758–1765: Antoniotto Botta Adorno (1688–1774)
- 1765–1769: vakant
- 1771–1772: Johann Josef von Wilczek (1738–1819)
- 1773–1798: Josef Veigl, Geschäftsträger
- 1798–1800: Siegmund Veigl, Geschäftsträger
- 1800–1803: vakant
- 1803–1804: Filippo di Ghisilieri
- 1804–1807: Michael von Colli-Marchini (1738–1808)

1807 bis 1814: Unterbrechung der Beziehung infolge der französischen Annexion der Toskana
- 1814–1815: Johann Rudolf von Buol-Schauenstein (1763–1834)
- 1815–1820: Anton von Apponyi (1782–1852)
- 1820–1821: Adam von Ficquelmont
- 1821–1829: Ludwig Philipp von Bombelles (1780–1843)
- 1830–1832: Franz Josef von Saurau (1760–1832)
- 1832–1836: Friedrich von Senfft
- 1836–1842: Adam Reviczky von Revisnye (1786–1862)
- 1842–1844: Karl Schnitzer von Meerau (–1854), Geschäftsträger
- 1844–1847: Philipp von Neumann (1781–1851)
- 1847–1848: Karl Schnitzer von Meerau (–1854), Geschäftsträger

1848 bis 1850: Unterbrechung der Beziehungen
- 1850–1860: Carl von Hügel (1796–1870)

26. Oktober 1866: Abbruch der diplomatischen Beziehungen